# Placidus Bridler
Placidus Bridler oder Plazidus Bridler (Taufname: Theoderich Bridler; * 15. Februar 1613 in Bischofszell; † 15. September 1679 in Wil im Thurgau) war ein Benediktinerpater, Theologe und Kirchenrechtler.

## Leben
Bridlers Schulbildung begann 1624 in Konstanz und wurde 1625 in Rorschach fortgesetzt. Am 17. Februar 1627 kam er in das Kloster St. Gallen, musste aber – wohl wegen der Pest – am 28. September 1629 ins Kloster Murbach wechseln. Am 5. Februar 1630 konnte er nach St. Gallen zurückkehren und am 7. März desselben Jahres noch in das Noviziat eintreten. Er legte dort am 9. März 1631 seine Profess ab und absolvierte danach die höheren Studien in St. Gallen und im Kloster Neu St. Johann. Darauffolgend begann er am 5. Mai 1634 ein Studium der Theologie, das er am 4. Mai 1637 abschloss. In dieser Studienzeit erhielt er am 3. März 1635 die Weihe zum Subdiakon, am 15. Februar 1636 zum Diakon und schließlich am 7. März 1637 die Priesterweihe.
Bridler war zunächst als Lehrer der Theologie in St. Gallen tätig, bevor er zusammen mit dem späteren Fürstabt Gallus Alt 1639 zum Studium des Kirchenrechts an die Universität Ingolstadt gesandt wurde. Ab 1640 setzten sie die Studien in Rom fort. Dort wurde er am 29. Januar 1642 zum Doktor des Rechts promoviert. Abt Pius Reher ernannte ihn nach seiner Rückkehr zum Professor für Kirchenrecht und Subprior in Rorschach. 1646 kehrte er als Fraterinstruktor und Professor des Kirchenrechts an das Kloster St. Gallen zurück. Im Januar 1648 wurde er zum Offizial ernannt.
Bridler vertauschte 1651 das Amt des Offizials mit einer Stellung als ordentlicher Professor des Kirchenrechts an der Universität Salzburg. Bereits 1653 kehrte er nach St. Gallen zurück und wurde dort 1654 abermals Kirchenrechtslehrer und 1656 erneut Offizial. Am 8. Dezember 1656 erfolgte seine Ernennung zum Statthalter von St. Gallen, zum 1. Januar 1661 dann zum Statthalter von Wil. 
Bridler erlitt am 18. März 1678 einen Schlaganfall und wurde darauffolgend im Oktober 1678 von seinem Amt entbunden, verblieb aber in Wil. Dort starb er ein knappes Jahr darauf.

## Werke (Auswahl)
- Positiones de deo uno et trino, 1638.
- Disputatio jur. de clausulis rescriptorum, 1645.
- De vita et honestate clericorum, 1648.
- Summa juris canonici, 1651.